# Wilfred Ndidi
Onyinye Wilfred Ndidi (Lagos, 16 de dezembro de 1996) é um futebolista nigeriano que atua como volante. Atualmente joga pelo Beşiktaş.

## Carreira

### Genk
Ndidi fez sua estreia pelo Genk no dia 31 de janeiro de 2015, contra o Charleroi, em uma derrota por 1 a 0. Ele jogou os primeiros 74 minutos do jogo, antes de ser substituído por Jarne Vrijsen. Ndidi marcou um bonito golaço, que foi escolhido o melhor da temporada na liga belga. A velocidade da bola no lance do gol chegou ao inacreditável 111 km/h.

### Leicester City
No dia 3 de dezembro de 2016, o Leicester comprou o jogador por £ 17 milhões. O acordo foi confirmado no dia 5 de janeiro de 2017. Ndidi fez sua estreia pelo clube em 7 de janeiro de 2017, em uma vitória por 2 a 1 contra o Everton na terceira rodada da FA Cup. Sua primeira partida na Premier League ocorreu em 14 de janeiro de 2017 contra o Chelsea em casa na derrota por 3-0. Marcou seu primeiro gol pelo clube inglês na prorrogação da Copa da Inglaterra, contra o Derby County, no dia 8 de fevereiro.
No dia 16 de dezembro de 2017, recebeu o primeiro cartão vermelho de sua carreira na derrota por 3 a 0 contra o Crystal Palace.
Na primeira rodada da temporada de 2019-20, Ndidi marcou o gol no empate de 1-1 contra o Chelsea. No dia 19 de janeiro de 2021, ele viria a fazer um dos 2 gols da vitória sobre o Chelsea, naquela oportunidade fizera o clube ficar no topo da tabela.

### Beşiktaş
Em agosto de 2025, após oito temporadas no clube inglês, Ndidi foi anunciado como reforço do Beşiktaş, da Turquia. Ndidi assinou um contrato válido por três temporadas, com mais uma de opção. O Beşiktaş desembolsou cerca de 8 milhões de euros (R$ 50,5 milhões) para contratar o nigeriano.

## Seleção Nacional
Ndidi fez parte das Seleções de base da Nigéria durante seu tempo em Nathaniel Boys de Lagos. Enquanto jogava no Campeonato Africano Sub-17 com a Nigéria, foi excluído juntamente com outros dois jogadores da competição após realizar um exame de ressonância magnética que mostrou estar acima da idade permitida. No entanto, juntou-se com seus companheiros de equipe na equipe sub-20 no ano seguinte, formando a base do meio-campo. Acabou convocado no dia 8 de outubro de 2015, fazendo sua estreia no jogo amistoso contra a República Democrática do Congo, e jogando novamente alguns dias depois na vitória por 3 a 0 contra os Camarões, quando substituiu John Obi Mikel aos 63 minutos de jogo. Ndidi foi convocado numa pré-lista de 25 jogadores pelo técnico da Seleção Nigeriana Olímpica para a disputa dos Jogos Olímpicos do Rio de Janeiro de 2016, mas na lista final dos 18 jogadores ele não foi selecionado para a competição.
Foi escolhido para integrar os 23 selecionados para jogar a Copa do Mundo de 2018, na Rússia.

## Títulos
Leicester City
- Copa da Inglaterra: 2020–21[20]
- Supercopa da Inglaterra: 2021
- EFL Championship: 2023-24